# 1957

## Събития
- 1 февруари – Самолетът при полет 823 на „Нортийст Еърлайнс“ се разбива малко след излитане близо до Райкърс Айлънд в Куинс, убива в 20 души, а други 78 са ранени.
- 16 юли – Самолетът при полет 844 на KLM се разбива край островите Биак в днешна Индонезия и убива 58 души.
- 4 октомври – СССР изстрелва космическия кораб Спутник-1, на борда на който се намира кучето Лайка, първото живо същество от Земята, което излиза в орбита.

## Родени
- Георги Димитров, български дипломат
- Дейвид Фарланд, американски писател
- Костас Новакис, гръцки фолклорист
- Курбангули Бердимухамедов, туркменски политик
- 1 февруари – Денис Браун, реге изпълнител
- 11 януари – Ани Илков, български поет
- 16 януари – Иван Черкелов, български режисьор и сценарист
- 20 януари – Алу Алханов, президент на Чеченската република
- 22 януари – Пламен Бончев, български дипломат
- 24 януари – Камелия Касабова, български политик
- 27 януари – Яник Гърс, британски музикант
- 28 януари – Константин Димитров, български политик
- 30 януари – Златин Тръпков, български дипломат
- 17 февруари – Иглика Трифонова, български театрален и кинорежисьор
- 22 февруари – Милко Ковачев, български политик
- 27 февруари – Ейдриън Смит, английски музикант
- 10 март – Осама бин Ладен, саудитски фундаменталист († 2011 г.)
- 12 март – Стив Харис, английски музикант
- 14 март – Тад Уилямс, американски писател
- 18 март – Георги Арнаудов, български композитор
- 24 март – Матьо Добрев, български кавалджия и педагог († 2019 г.)
- 4 април:
  - Аки Каурисмеки, финландски режисьор
  - Беси Аргираки, гръцка певица
- 8 април – Андреа Ипсиланти, германски политик
- 12 април – Стойчо Младенов, български състезател и треньор по футбол
- 15 април Хуанг Гьо-ан, южнокорейски адвокат и политик
- 29 април Даниел Дей-Люис, британски актьор
- 1 май – Мая Нешкова, българска поп певица
- 3 май – Стивън М. Вейзи, американски религиозен водач
- 10 май – Сид Вишъс, британски баскитарист
- 12 май – Шериф Коневич, босненски попфолк изпълнител
- 18 май:
  - Майкъл Крету, румънски музикант, продуцент, певец, текстописец
  - Тиери Мейсан, френски журналист, политически активист
- 24 май – Христо Гюзелев, български офицер от резерва
- 31 май – Габриел Барили, австрийски писател, актьор и режисьор
- 2 юни – Марк Лорънсън, английски футболист
- 5 юни:
  - Томас Клинг, германски поет († 2005 г.)
  - Емил Кюлев, български банкер († 2005 г.)
- 7 юни – Фред Варгас, френска писателка
- 15 юни – Иван Милев, български художник
- 18 юни – Емил Петров, български офицер от резерва
- 22 юни – Меглена Кунева, български политик
- 24 юни – Пламен Николов, български футболист
- 28 юни – Георги Първанов, български политик
- 19 юли – Николай Овчаров, български археолог
- 22 юли – Евгений Желев, български политик
- 23 юли – Тео ван Гог, холандски филмов режисьор и писател
- 25 юли – Живка Гичева, българска телевизионна водеща
- 26 юли – Ник де Фирмиан, американски шахматист
- 29 юли – Виктор Гавриков, литовски шахматист († 2016 г.)
- 30 юли – Рени Стоянова, българска писателка
- 1 август – Иван Хайдарлиев, български футболист
- 9 август – Мелани Грифит, американска актриса
- 10 август – Андрей Краско, съветски актьор
- 15 август – Валентин Фъртунов, български писател и журналист († 2014 г.)
- 16 август – Стефан Найденов, български футболист
- 26 август – Любомир Любенов, български състезател по кану
- 29 август – Гжегож Чеховски, полски певец, композитор и текстописец († 2001 г.)
- 6 септември – Живко Господинов, български футболист
- 11 септември – Пламен Марков, български футболист и треньор
- 12 септември:
  - Аня Пенчева, българска актриса
  - Марк Дизен, американски шахматист
  - Ханс Цимер, германски композитор
- 18 септември – Богомил Бонев, български политик
- 22 септември – Димитър Костов, български политик
- 23 септември:
  - Христо Гърбов, български актьор
  - Валентин Делиминков, български футболист
- 26 септември – Клаус Аугенталер, германски футболист
- 5 октомври – Георги Велинов, български футболист
- 8 октомври:
  - Антонио Кабрини, италиански футболист и треньор
  - Панайот Узунов, български авиатор († 2009 г.)
- 13 октомври – Васил Бинев, български актьор
- 17 октомври – Владимир Левчев, български писател и поет
- 21 октомври – Волфганг Кетерле, германски физик, лауреат на Нобелова награда за физика през 2001 г.
- 22 октомври – Милка Йорданова, българска акробатка
- 26 октомври – Хю Далас, шотлондски футболен съдия
- 27 октомври – Глен Ходъл, футболен мениджър
- 3 ноември:
  - Долф Лундгрен, шведски актьор
  - Веселин Методиев, български политик
- 4 ноември – Хансйорг Шертенлайб, швейцарски писател
- 12 ноември – Сесилия Сиганер-Албениз, бивша първа дама на Франция
- 13 ноември – Стивън Бакстър, британски писател
- 14 ноември – Бонка Енчева, българска акробатка
- 22 ноември – Томас Лер, германски писател
- 27 ноември – Каролайн Бувие Кенеди, американска писателка и адвокат
- 2 декември:
  - Каролин Христова-Бакърджиева, американска изкуствоведка от българо-италиански произход
  - Любомир Фръчковски, македонски юрист и политик
- 8 декември – Фил Колин, британски рок музикант
- 10 декември – Иван Лебанов, български ски бегач
- 13 декември – Стив Бусеми, американски актьор
- 19 декември:
  - Джефри Кийтинг, ирландски дипломат
  - Сирил Колар, френски писател и режисьор
- 20 декември – Ана Виси, гръцка поп изпълнителка
- 21 декември – Рей Романо, американски актьор
- 30 декември – Светослав Овчаров, български кинорежисьор
- 31 декември – Фабрицио Меони, италиански мотоциклетист

## Починали
- ? – Стефан Калъчев, български футболист
- Анри ван де Велде, белгийски архитект и дизайнер
- Борис Вазов, български общественик
- Константин Станишев, български лекар и политик
- Коста Николов, български просветен деец
- Курт фон Типелскирх, германски генерал
- Михаил Чеков, български революционер
- 8 януари – Иван Хаджимарчев, български писател
- 10 януари – Габриела Мистрал, чилийска поетеса и дипломат, лауреат на Нобелова награда за литература през 1945 г. (р. 1889 г.)
- 14 януари – Хъмфри Боугарт, американски актьор (р. 1899 г.)
- 21 януари – Кай Нилсен, датски илюстратор
- 1 февруари – Фридрих Паулус, германски генерал (р. 1890 г.)
- 8 февруари – Джон фон Нойман, американски математик (р. 1903 г.)
- 9 февруари – Миклош Хорти, държавен глава на Унгария
- 17 февруари – Тома Радовски, български революционер (р. 1862 г.)
- 18 февруари – Хенри Ръсел, американски астроном
- 16 март – Константин Брънкуш, румънски скулптор (р. 1876 г.)
- 15 април – Надежда Станчова,  български дипломат и британска благородничка (р. 1894 г.)
- 28 април – Ференц Хирзер, унгарски футболист и треньор
- 2 май – Джоузеф Маккарти, американски политик, сенатор
- 14 май – Стефан I, български духовник и екзарх на Българската православна църква (р. 1878 г.)
- 16 май – Елиът Нес, американски финансист
- 26 юни:
  - Малкълм Лоури, английски писател
  - Алфред Дьоблин, германски психиатър и писател (р. 1878 г.)
- 8 юли – Грейс Кулидж, първа дама на САЩ (1923 – 1929)
- 11 юли – Валтер Науш, австрийски футболист
- 24 юли:
  - Саша Гитри, френски актьор, режисьор, сценарист и драматург (р. 1885 г.)
  - Методи Андонов-Ченто, македонски политик и антифашист
- 7 август – Панчо Хаджимишев, български дипломат
- 21 август – Лалю Метев, български индустриалец
- 14 септември – Асен Белковски, български художник (р. 1879 г.)
- 20 септември – Ян Сибелиус, финландски композитор (р. 1865 г.)
- 25 октомври – Едуард Дансени, ирландски писател (р. 1878 г.)
- 26 октомври:
  - Никос Казандзакис, гръцки писател (р. 1883 г.)
  - Гърти Кори, американска биохимичка, Нобелов лауреат през 1947 г. (р. 1896 г.)
- 3 ноември – Тодор Радев, български военен деец и политик
- 7 ноември:
  - Йордан Венедиков, български военен деец и историк
  - Уилям Тарн, британски историк
- 23 ноември – Вилхелм Райх, австро-американски психиатър и психоаналитик
- 25 ноември:
  - Александър Мутафов, български художник
  - Диего Ривера, мексикански живописец и стенописец
- 29 ноември – Никола Алексиев, български писател

## Нобелови награди
- Физика – Чженин Янг, Цундао Ли
- Химия – Александър Тод
- Физиология или медицина – Даниел Бове
- Литература – Албер Камю
- Мир – Лестър Боулс Пиърсън